# Nuntius
Den pavelige nuntius er chef for Den Hellige Stols diplomatiske repræsentation i et land eller ved en international organisation. Nuntius har rang som ambassadør og er i katolske lande oftest doyen. Han varetager normalt også forbindelserne mellem Den hellige Stol og den lokale katolske kirke. Nuntius vil oftest være en prælat med rang af biskop, ærkebiskop eller højere.